# Eupelmus kiefferi
Eupelmus kiefferi är en stekelart som beskrevs av De Stefani 1898. Eupelmus kiefferi ingår i släktet Eupelmus och familjen hoppglanssteklar. Inga underarter finns listade i Catalogue of Life.